# Teixeiras
Teixeiras – miasto i gmina w Brazylii, w stanie Minas Gerais. Znajduje się w mezoregionie Zona da Mata i mikroregionie Viçosa. 

## Historia
Początki miasta sięgają XIX wieku, kiedy Antônio Serafim Teixeira zlecił budowę kaplicy poświęconej św. Antoniemu (Santo Antônio) na ziemiach należących do jego posiadłości. Wokół kaplicy stopniowo zaczęła rozrastać się wioska, która była znana pod nazwą Santo Antônio dos Teixeiras. Pod koniec wieku wybudowano kolej żelazną co przyspieszyło rozwój wioski i pozwoliło zwiększyść produkcję rolną. W 1883 roku Santo Antônio dos Teixeiras zostało przyłączone jako dzielnica miasta Viçosa. 17 grudnia 1938 roku miasto usamodzielniło się pod obecną nazwą.